# Amalie von Imhoff

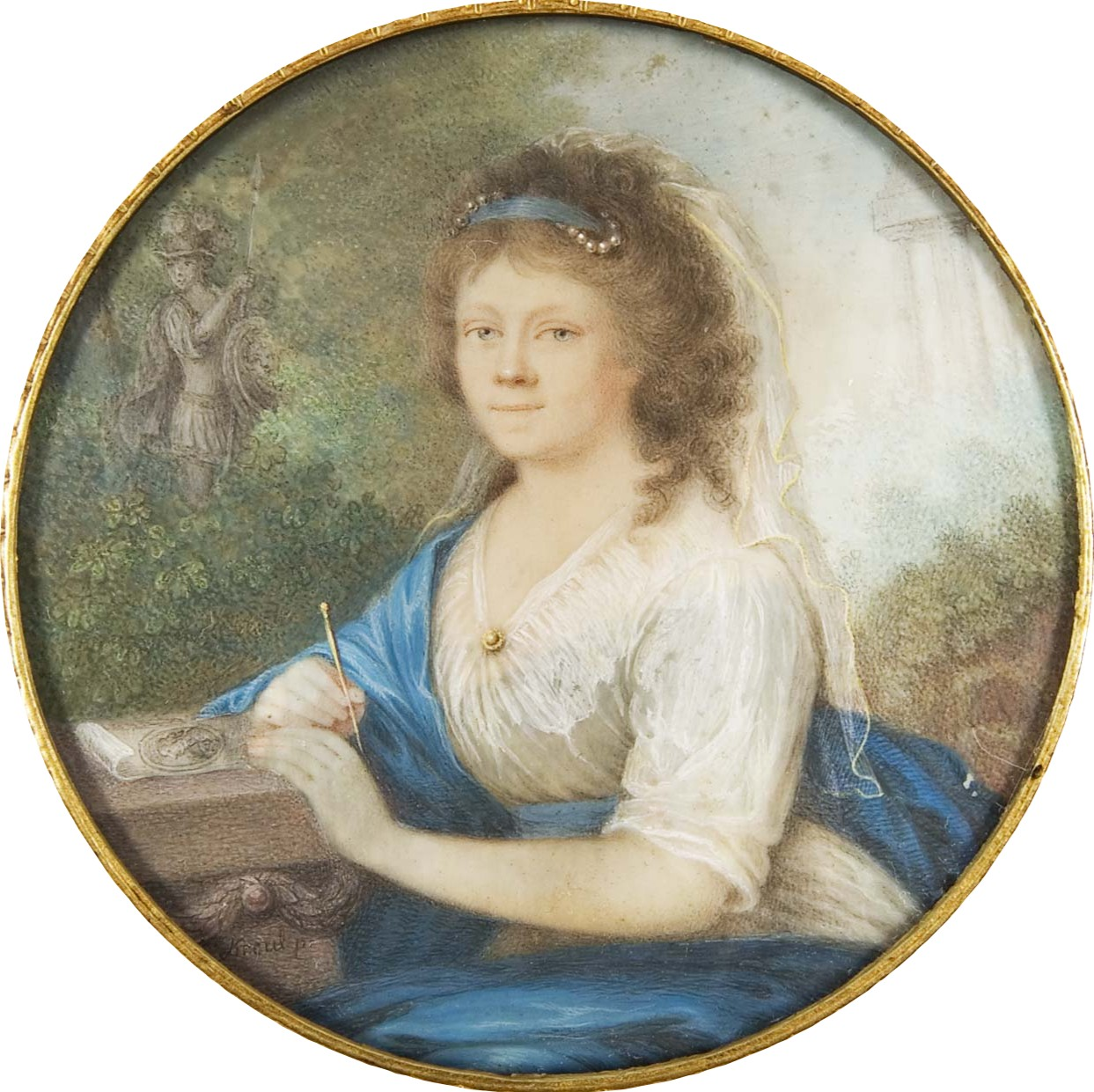
Johann Lorenz Kreul: Amalie von Imhoff (1800) – Miniaturporträt

Anna Amalie von Imhoff, verh. von Helvig (* 16. August 1776 in Weimar; † 17. Dezember 1831 in Berlin), war eine deutsche Schriftstellerin. 
Sie lebte zeitweise am Weimarer Musenhof und wurde hier von Johann Wolfgang von Goethe und Friedrich Schiller bei ihrer schriftstellerischen Arbeit gefördert. Alexander von Humboldt verehrte sie, sie war Mitglied bei Goethes Mittwochskränzchen (1801–1803) und ab 1801 eine Hofdame der Herzogin Luise von Hessen-Darmstadt. Nach ihrer Heirat mit einem schwedischen Oberst knüpfte sie enge Kontakte zur Heidelberger Romantik und führte einen bedeutenden Salon in Berlin, der als zentraler Treffpunkt der Vertreter der Weimarer Klassik und der Romantik in Berlin galt. Sie engagierte sich zudem für die Verbreitung schwedischer Literatur in Deutschland und schuf 1826 die erste deutsche Übersetzung von Esaias Tegnérs Frithiofs Saga aus dem Schwedischen, die Zeitgenossen als vorbildhaft galt.

## Leben

### Kindheit

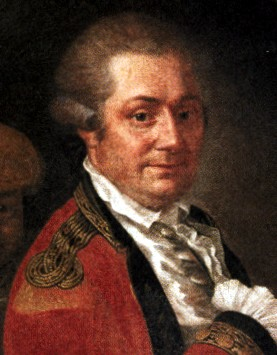
Der Vater Carl von Imhoff

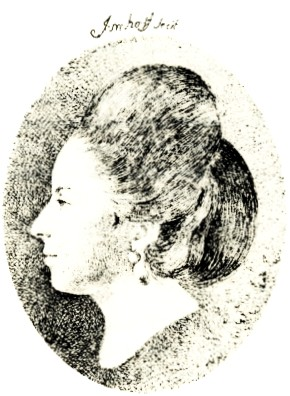
Die Mutter Luise von Imhoff

Amalie von Imhoff wurde 1776 in Weimar geboren. Ihr Vater Christoph Adam Carl Freiherr von Imhoff (1734–1788), in erster Ehe mit der Gärtnerstochter aus Stuttgart, Anna Maria (gen. Marian) Apollonia Chapuset (de St. Valentin) (1747–1837) verheiratet, ging als Porträt- und Miniaturmaler nach England, im Jahr 1769 schließlich nach Calcutta in Bengalen (Indien), wo er sich seine Frau von Warren Hastings angeblich „abkaufen“ ließ, was in seiner Heimat für einen Skandal sorgte. Carl von Imhoff kehrte wohlhabend nach Deutschland zurück und heiratete im Jahr 1775 Luise Franziska Sophie von Schardt (1750–1803), die jüngste Schwester der Charlotte von Stein. Ein Jahr später kam Amalie von Imhoff als erstes Kind des Paares zur Welt. Ihre Paten wurden Karl Ludwig von Knebel und die Herzogin von Sachsen-Weimar-Eisenach Anna Amalie, die gleichzeitig Namensgeberin wurde.
Die Familie zog kurz nach der Geburt der Tochter auf das Familiengut Mörlach bei Hilpoltstein, heute Landkreis Roth in Mittelfranken, wo Amalie von Imhoff aufwuchs. Sie galt schon im Kindesalter als begabt und sprach im Alter von acht Jahren französisch und englisch. Mit ihren Eltern hatte sie zu dieser Zeit bereits Frankreich, England und die Niederlande besucht.
Die Familie lebte in legendärem Luxus, bis das Vermögen aufgebraucht war und das Gut 1785 verkauft werden musste. Durch Vermittlung Johann Wolfgang von Goethes wurden Luise von Schardt und Carl von Imhoff nach Weimar geholt, wo Carl von Imhoff durch Carl August eine jährliche Rente von 300 Talern erhielt. Amalie von Imhoff folgte ihren Eltern nicht, sondern wurde in eine Pension nach Erlangen geschickt. Hier erfuhr sie 1788 vom Tod ihres Vaters und ging 1790/1791 nach Weimar zu ihrer Mutter zurück.

### Die Zeit in Weimar
In Weimar erhielt Amalie von Imhoff Zeichenunterricht von Johann Heinrich Meyer und übte sich früh im Kopieren und Porträtieren. Sie verkehrte im Haus ihres Onkels von Stein und im Jenaer Haus Friedrich Schillers, mit dem ihre Mutter befreundet war. So lernte sie mit der Zeit die bedeutendsten Gelehrten und Künstler Weimars kennen. Sie bildete sich durch deren Anregungen weiter und lernte unter anderem Griechisch, um den Homer im Original lesen zu können. Friedrich Schiller wurde durch ein Maskengedicht Amalie von Imhoffs an die Herzogin auf ihr poetisches Talent aufmerksam und ermutigte sie zusammen mit Johann Wolfgang von Goethe zu ernsthaften Auseinandersetzungen mit der Literatur. Gleichzeitig wurde sie für Goethe und Schiller eines der Paradebeispiele einer Dilettantin, deren literarische Unterstützung ihnen beim Verfassen ihrer Schemata Über den Dilettantismus praktisches Anschauungsmaterial bot. Amalie von Imhoff verfasste zahlreiche Gedichte für Schillers Musenalmanach und seine Horen, die jedoch anonym oder unter der Verschlüsselung „A.“ oder „F.“ erschienen.
Amalie von Imhoff war in Weimar beliebt und umschwärmt. Der Dichter und Diplomat Karl Gustav Brinckmann schwärmte 1798 für sie und schrieb auf sie eine Elegie Die Erscheinung / An Amalia, in der sie als Muse besungen wird, die dem Deutschland verlassenden Dichter am Rhein erscheint und ihm „deutsche“ Werte wie Innigkeit und Ernsthaftigkeit des Gefühls vermittelt. Auch der Mathematiker Camille Jordan zählte zu ihren posthumen Verehrern.
Seit 1801 lebte Amalie von Imhoff als Hofdame der Herzogin Louise am Musenhof in Weimar und gehörte dem literarischen Zirkel der Herzoginwitwe Anna Amalia an. Von 1801 bis 1803 war sie Mitglied in Goethes Mittwochskränzchen in Weimar. Im Jahr 1803 heiratete Amalie von Imhoff den schwedischen Oberst Karl Gottfried von Helvig, der später preußischer General wurde. Nach dem Tod ihres Bruders und ihrer Mutter im Jahr 1803 folgte sie ihm nach Stockholm.

### Aufenthalte in Schweden und Heidelberg
Wegen gesundheitlicher Probleme und Schwierigkeiten in ihrer Ehe kehrte sie 1810 mit ihren drei Kindern nach Deutschland zurück und wohnte in Heidelberg, wo sie sich intensiv mit deutscher Kunst beschäftigte. Insgesamt hatte Amalie von Imhoff fünf Kinder, von denen jedoch drei im Kleinkindalter starben.
In Heidelberg war Amalie von Imhoff zeitweise ein Mitglied des Heidelberger Romantikerkreises um Sulpiz Boisserée und verfasste Werke im Stil der Romantik. Ihr Ehemann besuchte sie 1812 in Heidelberg und wurde hier auf Napoléons Befehl verhaftet, nach Intervention der Großherzogin Stéphanie de Beauharnais, die durch Amalie von Imhoffs Bemühen zustande kam, jedoch wieder freigelassen. Von 1814 bis 1816 hielt sich Amalie von Imhoff erneut in Schweden auf und traf hier unter anderem mit Per Daniel Amadeus Atterbom und Erik Gustaf Geijer zusammen, deren Dichtungen sie in den nächsten Jahren teilweise ins Deutsche übersetzte. Als Pommern in den folgenden Jahren an Preußen fiel, trat Karl Gottfried von Helvig in preußische Dienste über, sodass auch Amalie von Imhoff, neben kürzeren Aufenthalten in Dresden und Weimar, ab 1816 meist in Berlin lebte.

### Als Salondame in Berlin
In Berlin wurde Amalie von Imhoff in der Behrenstraße 23 als Salondame tätig. Schon kurz nach ihrer Ankunft versammelte sie immer Montags einen geselligen Kreis um sich, der mit anderen Salons in Verbindung stand und zu einem zentralen Treffpunkt von Vertretern der Weimarer Klassik in Berlin wurde, jedoch auch von Vertretern der Spätromantik besucht wurde. Bald schon zählte der Salon Amalie von Imhoffs zu den bedeutendsten anspruchsvollen literarischen Salons in Berlin. Amalie von Imhoffs Gäste waren unter anderem Georg Andreas Reimer, Achim und Bettina von Arnim, Clemens Brentano, Friedrich de la Motte Fouqué, Adelbert von Chamisso, Ernst Moritz Arndt und Ottilie und August von Goethe. Durch ihren Ehemann wurde der Salon auch von hohen Beamten und preußischen Offizieren, wie Ernst Ludwig von Gerlach und Ludwig Friedrich Leopold von Gerlach oder August Neidhardt von Gneisenau besucht. Durch ihre Verbindungen zu Schweden kamen auch Gäste wie der Dichter Erik Gustav Geijer oder der Komponist Adolf Fredrik Lindblad nach Berlin und besuchten Amalie von Imhoffs Salon.
Wie andere zeitgenössische Salons war Amalie von Imhoffs vor allem ein literarischer Salon. Als Mittelpunkt der Weimarer Klassik – der Amalie von Imhoff nicht zuletzt selbst angehört hatte – in Berlin, wurden häufig Werke Goethes und Schillers vorgetragen und besprochen. Auch Amalie von Imhoffs Salon reihte sich damit in eine Vielzahl an literarischen Salons ein, die zu einer Idolisierung vor allem Goethes in der Romantik geführt hat, auch wenn Amalie von Imhoff den Klassikern deutlich kritischer gegenüberstand. Durch Gäste wie Ludwig Tieck oder Clemens Brentano wurden auch Werke der Romantik besprochen.
In Amalie von Imhoffs Salon wurde gelegentlich musiziert, unter anderem von Adolf Fredrik Lindblad, und Musik theoretisch diskutiert, wie zum Beispiel der Besuch Achim von Arnims und Clemens Brentanos zu Unterhaltungen über Volkslieder führte. Des Weiteren wurden Werke zeitgenössischer bildender Künstler besprochen, die zum Teil selbst an den geselligen Runden, die teilweise in Form von „Kunsttees“ veranstaltet wurden, teilnahmen. So wurden zum Beispiel Peter von Cornelius’ Zeichnungen zu Goethes Faust oder Wilhelm Hensels Grafiken besprochen.

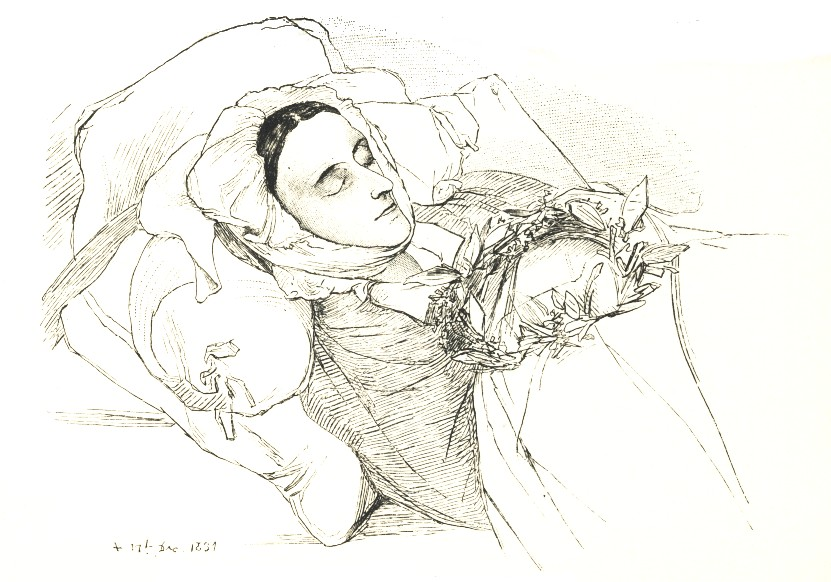
Amalie von Imhoff auf dem Totenbett (1831)

Gleichzeitig war Amalie von Helvig ein gern gesehener Gast in den Salons anderer Salonniéren und verkehrte unter anderem mit Rahel Varnhagen von Ense, Sophie Sander und Elisabeth von Staegemann.
Amalie von Imhoff starb am 17. Dezember 1831 in Berlin. Sie wurde fünf Tage später im Familiengrab der Familie von Helvig auf dem alten Teil des Dorotheenstädtischen Friedhof in Berlin beigesetzt. Ihr Grab wurde noch im 19. Jahrhundert in den neuen Teil verlegt und schließlich eingeebnet. Heute befinden sich auf ihrer Grabstelle die Gräber von Heinrich Mann und Johannes R. Becher.

## Bedeutung

### Veröffentlichungen in denHorenund in Schillers Musenalmanach
Amalie von Imhoff war ein gern gesehenes Mitglied des Weimarer Musenhofs. Sie verfügte über Bildung und Geschmack und sang, musizierte und zeigte großes Talent im Zeichnen. Johann Wolfgang von Goethe bezeichnete sie als „ein vorzüglichstes Talent“, das sich allerdings nach Goethes und Schillers Verständnis auf dilettantischem, also ausschließlich liebhaberhaften Niveau befand. Schiller schrieb in einem Brief an Johann Wolfgang von Goethe, dass sie nicht durch das Herz, sondern nur durch die Phantasie zu Poesie gekommen sei und ihr Leben lang nur damit spielen werde, was nach Goethe und Schiller eines der Hauptmerkmale dilettantischer Kunstausübung war. Trotzdem ermöglichte Friedrich Schiller der jungen Autorin, ihre ersten Werke in seiner Zeitschrift Die Horen zu veröffentlichen. Im Jahr 1797 erschien so neben den kleineren Dichtungen „Das Fest der Hertha“ und „Die Schatten auf einem Maskenballe“ auch „das so schön gelungene“ Gedicht „Abdallah und Balsora“ in sechs Gesängen.
Amalie von Helvig veröffentlichte zudem einige ihrer Gedichte in Schillers Musenalmanach auf das Jahr 1798 und 1799 (zum Beispiel „Mein Traum“, „Die Freuden der Gegenwart“). Schiller zeigte sich mit dem Resultat zufrieden.

„Die Imhof entwickelt ein recht schönes poetisches Talent; sie hat einige allerliebste Sachen zum Almanach gegeben. […] Man merkt ihren Productionen sehr deutlich die soliden Einsichten in eine andere Kunst an.“

### Die Schwestern von Lesbos
Ihr Epos Die Schwestern von Lesbos, das im März 1799 fertiggestellt war, erregte Schillers besondere Aufmerksamkeit, sodass er Goethe darauf aufmerksam machte. Das in Hexametern verfasste Werk kreist um den Brauch auf der Insel Lesbos, nach dem nur die erstgeborene Tochter heiraten darf und ihre Schwestern ihr als Magd dienen müssen. In Die Schwestern von Lesbos verlieben sich jedoch die jüngere Schwester und der Bräutigam der ältesten ineinander, jedoch findet die jüngere Schwester am Ende die Kraft zur Entsagung.
Goethe stellte an dem Epos zahlreiche stilistische Mängel fest und entschloss sich zu prüfen, inwieweit dilettantische Werke zu wahrer Kunst entwickelt werden könnten. So stand er Amalie von Imhoff ab Mai 1799 mit Verbesserungsvorschlägen zur Seite. Als ihre Änderungen ihm nicht weit genug gingen, redigierte er selbst das Epos, ohne jedoch nach mehreren Monaten Arbeit mit dem Ergebnis zufrieden zu sein.
Obwohl Goethes Experiment nicht nach seinem Wunsch ausfiel, erhielt das Werk bei seinem Erscheinen im Musenalmanach für das Jahr 1800 Lob und erlebte auch als Einzelveröffentlichung 1801 zahlreiche Neuauflagen.

### Autorin der Romantik und Übersetzerin
In ihrer Zeit in Heidelberg ab 1810 wurde Amalie von Imhoff wieder literarisch tätig. Unter dem Einfluss von Johann Heinrich Voß entstanden Werke, die von der Antike beeinflusst waren. Bald schon zeigten ihre Werke auch Merkmale der Frühromantik, wie zum Beispiel ihr mit Friedrich de la Motte Fouqué zusammen herausgegebenes Werk Taschenbuch der Sagen und Legenden, das 1812 erschien und von Peter von Cornelius illustriert wurde. Für Friedrich Schlegel verfasste sie in den folgenden Jahren zahlreiche Beschreibungen altdeutscher Gemälde, für die sie vor allem von Sulpiz Boisserées Gemäldesammlung angeregt wurde.
Durch ihren zweiten Schwedenaufenthalt von 1814 bis 1816 kam Amalie von Imhoff in Kontakt mit den schwedischen Romantikern. Sie setzte sich ab 1816 intensiv für das Bekanntwerden der schwedischen Literatur in Deutschland ein. Neben Übersetzungen von Werken Atterboms und Geijers war vor allem die erste Übersetzung der Frithjofssage von Esaias Tegnér 1826 ins Deutsche von besonderer Bedeutung. Goethe zollte ihr für die Übersetzung öffentlich Anerkennung. Die Übertragung erlebte noch 1879 seine achte Auflage und galt als classisches Uebersetzungswerk.

## Werke
- Gedichte in den Horen 1797
  - „Abdallah und Balsora. Ein Gedicht in sechs Gesängen“ (8. Stück, S. 65–108)
  - „Das Fest der Hertha“ (10. Stück, S. 27–40)
  - „Die Schatten auf einem Maskenball“ (10. Stück, S. 102f.)

- Gedichte im Musen-Almanach auf das Jahr 1798 (unter den Kürzeln A. bzw. F):
  - Mein Traum (S. 19–23) – vertont von Carl Friedrich Zelter
  - Sonett (S. 45)
  - Der verlorne Maitag (S. 80–86)
  - Die Mode (S. 194–198)
  - Die Jungfrau des Schlosses. Romanze (S. 242–255)
  - An Daphne (S. 288–291)
  - Die Freuden der Gegenwart (S. 301–303) – vertont von Johann Rudolf Zumsteeg

- Gedichte im Musen-Almanach auf das Jahr 1799:
  - Die Geister des Sees (S. 165–169) – vertont von Joseph Wölfl
  - Der Abschied. Den 20ten Juny 98 (S. 232–234)

- Gedicht im Musen-Almanach auf das Jahr 1800:
  - Die Schwestern von Lesbos. In sechs Gesängen. (S. 1–182). Selbstständig erschienen als Amalie von Imhof, Die Schwestern von Lesbos. Frankfurt am Main: August Hermann d. J. 1801. Eine zweite Ausgabe erschien in Heidelberg: J. C. B. Mohr 1833. Ins Schwedische übersetzt von Ludw[ig] Borgström als Systrarna på Corcyra. Dramatisk idyll. Strengnäs, [gedruckt bei] Carl Erik Ekmarck, 1824 [im Eigenverlag].

- Weitere Werke:
  - Die Schwestern auf Corcyra. Eine dramatische Idylle in zwey Abtheilungen. Von Amalie von Helvig. Kunst- und Industrie-Comptoir, Amsterdam/Leipzig 1812. (Digitalisat)
  - Die Tageszeiten. Ein Cyklus griechischer Zeit und Sitte, in vier Idyllen. Amsterdam und Leipzig: Kunst- und Industrie-Comptoir 1812.
  - Taschenbuch der Sagen und Legenden. Hrsg. von Amalie v. Hellwvig und Fr. Baron de la Motte Fouqué. - Berlin : Realschulbuchh, 2 Bände, 1812 u. 1817. Digitalisierte Ausgabe der Universitäts- und Landesbibliothek Düsseldorf
  - „Beschreibung altdeutscher Gemählde. Fragmente aus einem Briefwechsel.“, in Friedrich Schlegel (Hg.), Deutsches Museum, Bd. 2, Heft 11 (1812), S. 369–397, sowie Bd. 3, Heft 4 (1813), S. 265–295.
  - Die Sage vom Wolfsbrunnen. Mährchen. Engelmann, Heidelberg 1814. (Digitalisat)
  - An Deutschlands Frauen. Von einer ihrer Schwestern. Zum Besten der in Leipzigs Umgebungen in den Oktobertagen 1813 Abgebrannten und Verarmten. Leipzig: Vogel 1814.
  - „Räthsel“ [Gedicht], in Urania. Taschenbuch für Frauen auf das Jahr 1815, S. 69–72.
  - „Die Rheinreise im October 1811 und der Sommertag im Norden. Zwey Fragmente aus meinem Tagebuche.“, in Urania. Taschenbuch für Frauen auf das Jahr 1815, S. 227–256.
  - Amalie von Hellwigs Werke, Stockholm & Upsala, Em. Burzelius 1818 (Bibliothek der deutschen Classiker, enthält Die Schwestern von Lesbos, Die Tageszeiten und Die Schwestern auf Corcyra).
  - Gedichte zum Besten der unglücklichen Greise, Wittwen und Waisen in Griechenland. Krause, Berlin 1826. (Digitalisat)
  - Helene von Tournon. Erzählung von Amalie von Helvig, geborene Freyeinn von Imhoff. Reimer, Berlin 1824. (Digitalisat)
  - Übersetzungen aus dem Schwedischen:
  - Esaias Tegnér, „Skidbladner“, in Askania, H. 3 (1820), S. 270–272.
  - Esaias Tegnér, „Der Gesang“ [anonym], Morgenblatt für gebildete Stände, Nr. 72, 25. März 1822.
  - Esaias Tegnér, Tegnérs Frithiofs-Sage. Aus dem Schwedischen übersetzt. Stuttgart 1826, zuvor ab 1822 in Auszügen erschienen in i Cottas Morgenblatt für gebildete Stände, Berliner Kunstblatt sowie 1824 und 1826 in Goethes Ueber Kunst und Alterthum, Bd. 5, H. 1 (1824) und H. 3 (1826).
  - Karl August Nicander, „Runen“, Morgenblatt für gebildete Stände, Nr. 241–242 und 244–255 (1827).
  - Der Nordensaal. Eine Sammlung schwedischer Volkslieder, übersetzt von Amalie von Helwig. Mit Begleitung des Pianoforte nach den alten Gesangweisen von A[dolf] F[redrik] Lindblad. Berlin: Schlesinger [1827].
  - Karl August Nicander, „Napoleon in Moskau“, Morgenblatt für gebildete Stände, Nr. 42 (1828).
  - Esaias Tegnér, „Napoleon“, Morgenblatt für gebildete Stände, Nr. 80 (1828).
  - Per Daniel Amadeus Atterbom, „Die Glückseligkeitsinsel. Sagenspiel in 5 Abentheuern, im Auszug mitgeteihlt“, Morgenblatt für gebildete Stände, Nr. 198–201, 203–204 (1828).
  - Esaias Tegnér, „Lied an die Sonne. Tegnérs neuestes Gedicht“, Morgenblatt für gebildete Stände, Nr. 150 (1829).
- Briefausgaben:
  - Heinrich Meisner und Erich Smidt (Hg.), Briefe von Amalie von Imhoff an ihren Vetter Fritz von Stein. Mitteilungen aus dem Litteraturarchive in Berlin, Neue Folge, 5. Berlin: 1911.
  - Amalia von Helvigs bref till Atterbom, översatta och utgivna av Hedvig Atterbom-Svensson. Stockholm: Bonnier 1915.
  - Amalia von Helvigs brev till Erik Gustaf Geijer, översatta och utgivna av W. Gordon Stiernstedt. Stockholm: Bonnier 1950.